# ATP de Düsseldorf de 2013
O ATP de Düsseldorf de 2013 foi de tênis masculino disputado em quadras de saibro na cidade de Düsseldorf, na Alemanha. Esta foi a 1ª edição do evento e foi realizado no Rochusclub. 

## Distribuição de pontos
| Evento  | V   | F   | SF | QF | Segunda rodada | Primeira rodada | Q  | Q3 | Q2 | Q1 |
| Simples | 250 | 150 | 90 | 45 | 20             | 0               | 12 | 6  | 0  | 0  |
| Duplas  | 250 | 150 | 90 | 45 | 0              | —               | —  | —  | —  | —  |

## Chave de simples

### Cabeças de chave
| País | Jogador               | Rank1 | Cabeça |
| ---- | --------------------- | ----- | ------ |
| SRB  | Janko Tipsarević      | 11    | 1      |
| GER  | Tommy Haas            | 14    | 2      |
| ARG  | Juan Mónaco           | 18    | 3      |
| GER  | Philipp Kohlschreiber | 22    | 4      |
| CZE  | Lukáš Rosol           | 33    | 5      |
| FIN  | Jarkko Nieminen       | 41    | 6      |
| SRB  | Viktor Troicki        | 42    | 7      |
| RUS  | Nikolay Davydenko     | 44    | 8      |

- 1 Rankings como em 13 de maio de 2013

### Outros participantes
Os seguintes jogadores receberam convites para a chave de simples:
- Benjamin Becker
- Tommy Haas
- Juan Mónaco

Os seguintes jogadores entraram na chave de simples através do qualificatório:
- André Ghem
- Evgeny Korolev
- Łukasz Kubot
- Guido Pella

O seguinte jogador entrou na chave principal como lucky loser:
- Aljaž Bedene

### Desistências
Antes do torneio
- Nicolás Almagro
- Grigor Dimitrov
- Florian Mayer
- Philipp Petzschner
- Dmitry Tursunov (lesão no tendão do jarrete esquerdo)
- Mikhail Youzhny

Durante o torneio
- Tommy Haas (doença)

## Chave de duplas

### Cabeças de chave
| País | Jogador           | País | Jogador         | Rank1 | Cabeça |
| ---- | ----------------- | ---- | --------------- | ----- | ------ |
| GBR  | Colin Fleming     | GBR  | Jonathan Marray | 44    | 1      |
| AUT  | Julian Knowle     | SVK  | Filip Polášek   | 61    | 2      |
| PHI  | Treat Conrad Huey | GBR  | Dominic Inglot  | 70    | 3      |
| DEN  | Frederik Nielsen  | BRA  | André Sá        | 107   | 4      |

- 1 Rankings como em 13 de maio de 2013

### Outros participantes
As seguintes parcerias receberam convites para a chave de duplas:
- Richard Becker /  Dominik Schulz
- Dustin Brown /  Frank Moser

## Campeões

### Simples
- Juan Mónaco venceu  Jarkko Nieminen, 6–4, 6–3

### Duplas
- Andre Begemann /  Martin Emmrich venceram  Treat Conrad Huey /  Dominic Inglot, 7–5, 6–2